# Dendrocopos analis
El pico pechimoteado (Dendrocopos analis) es una especie de ave piciforme de la familia Picidae nativa del Sudeste Asiático.

## Distribución
Se distribuye a través de Indonesia, Laos, Birmania, Tailandia y Vietnam.

## Descripción
Es un pájaro carpintero de tamaño mediano. Tiene las partes superiores negras barradas de blanco. Las infracaudales son rojas, el pecho y el vientre son de color ante con los flancos ligeramente barrados y leves rayas en los costados. Las mejillas son blancuzcas parcialmente bordeadas con una línea negra. Los machos tienen la corona roja y la frente naranja, en las hembras es de color negro.

## Subespecies
Tiene tres subespecies reconocidas:
- D. a. longipennis Hesse, 1912– desde el centro de Birmania a través de Tailandia hasta el sur de Vietnam;
- D. a. andamanensis (Blyth, 1859)– en las islas Andamán;
- D. a. analis (Bonaparte, 1850)– en Sumatra, Java y Bali.